# Der Morgen Danach
Der Morgen danach (с нем. — «утро после») — пятый сингл швейцарской готик-метал-группы Lacrimosa. Был выпущенный 6 августа 2001 году в преддверии альбома Fassade. Релиз состоялся на собственном лейбле Тило Вольффа Hall of Sermon и на крупном немецком метал-лейбле Nuclear Blast. Сингл содержит четыре трека, в том числе две версии композиции «Der Morgen Danach». В концептуальном плане композиция «Der Morgen Danach» связана с предыдущим альбомом Elodia и продолжает заключительную тему этого альбома — «Am Ende stehen wir zwei». «Vankina» является единственной композицией группы, текст которой полностью написан Анне Нурми на родном финском языке. Трек выдержан, что несвойственно позднему творчеству Lacrimosa, в эмбиент-стилистике.

## Список композиций
| №                   | Название                            | Автор(ы)                          | Длительность |
| ------------------- | ----------------------------------- | --------------------------------- | ------------ |
| 1.                  | «Der Morgen Danach»                 | Тило Вольфф                       | 4:25         |
| 2.                  | «Der Morgen Danach» (Metus Version) | Тило Вольфф                       | 3:25         |
| 3.                  | «Nichts Bewegt Sich»                | Тило Вольфф                       | 5:05         |
| 4.                  | «Vankina»                           | Анне Нурми, Тило Вольфф, Джэй Пи. | 5:17         |
| Общая длительность: | Общая длительность:                 | Общая длительность:               | 18:12        |

## Участники
Над синглом работали:
- Тило Вольфф (нем. Tilo Wolff) — автор текстов, композитор, вокал, клавишные, программинг
- Анне Нурми (фин. Anne Nurmi) — текст «Vankina», вокал, клавишные
- Джэй Пи. (англ. Jay P.) — гитара, бас-гитара, программинг
- Манне Улиг (нем. Manne Uhlig) — ударные
- Бйом Вестлунд (нем. Bjom Westlund) — флейта в «Der Morgen Danach»
- Хаген Кур (нем. Hagen Kuhr) — виолончель в «Nichts Bewegt Sich»
- Бабельсбергский немецкий оркестр кино (нем. Deutsches Filmorchester Babelsberg) — Deutsches Filmorchester Babelsberg
  - Гунтер Йосек (нем. Gunter Josek) — дирижёр
  - Торстн Шольц (нем. Torsttn Scholz) — концертмейстер

## Позиции в чартах
| Страна   | Высшая позиция | Недель в чарте | Источник |
| -------- | -------------- | -------------- | -------- |
| Германия | 50             | 8              | [ 4 ]    |